# Федоренко, Иван Никифорович
Ива́н Ники́форович Федоре́нко (род. 18 августа 1944, село Раковщина, Овручский район, Житомирская область) — украинский спортивный функционер. Президент НОК Украины в 1998—2002 гг. Директор Исполнительной дирекции по проведению финальной части чемпионата Европы по футболу 2012 года, член НОК Украины, член Президиума Федерации футбола Украины, Исполкома ФФУ и Комитета развития футбола в регионах ФФУ. Генерал-майор Вооруженных сил Украины.

## Биография
- В 1971 году окончил Киевский автодорожный институт и получил диплом инженера-механика. Обучение было прервано трёхлетней службой в Советской Армии.
- С 1971 до 1979 года работал на руководящих должностях в киевском тресте «Строймеханизация». В 1980 году окончил Высшую партийную школу.
- В 1980—1997 годах — заместитель, первый заместитель, председатель Центрального Совета ФСО «Динамо».
- 1997—2000 — председатель Государственного комитета по вопросам физической культуры и спорта.
- В 2000 году — председатель Государственного комитета молодежной политики, спорта и туризма Украины.
- В декабре 1998 года IX Генеральная ассамблея НОК Украины избрала Ивана Федоренко президентом Национального олимпийского комитета. Эту должность он занимал до 2002 года. Впоследствии был первым вице-президентом НОК Украины.
- В 1999 году удостоен воинского звания генерал-майор.

### Личная жизнь
Женат, имеет двух дочерей.

## Государственные награды
- 1994 — Заслуженный работник физической культуры и спорта Украины[1]
- 1996 — Почётный знак отличия Президента Украины[2]
- 2004 — Орден «За заслуги» II степени[3],
- 2006 — Орден «За заслуги» I степени[4].

Награждён орденом «Знак Почёта»; медалями:
- «20 лет Победы в Великой Отечественной войне»,
- «За трудовое отличие»,
- «В память 1500-летия Киева»,
- «Ветеран труда»,
- «За безупречную службу» III степени.